# Tomáš Fryšták
Tomáš Fryšták (Uherské Hradiště, 18 agosto 1987) è un calciatore ceco, portiere dello Slovácko.

## Palmarès

### Club

#### Competizioni nazionali
- Coppa della Repubblica Ceca: 1

Slovácko: 2021-2022